# Wen-Hsiung Li
Wen-Hsiung Li (Mandarín tradicional: 李文雄) es un matemático taiwanés-americano que ha hecho notable contribución en campos de la Evolución molecular, Genética de poblaciones y Genómica evolutiva. Su trabajo ha sido merecedor de notables reconocimientos, entre los que destacan el Premio Balzan 2003 en la categoría de Genética y Evolución y la Medalla Mendel, otorgado por la Sociedad de Genéticas en Reino Unido, en 2009.

## Trayectoria
Profesor Li nació en Taiwán en 1942. En 1968 recibió un M.Sc. en geofísica en la Universidad Nacional Central, en Taiwán. Luego se traslada a Estados Unidos donde, en 1972, recibió su doctorado en matemáticas aplicadas en la Universidad Brown en Providence, Rhode Island. Hizo un año de posdoctorado (1972-1973) como investigador en genética médica en la Universidad de Wisconsin-Madison, trabajando con James F. Crow. En 1973 va a la Universidad de Texas, donde sirvió como profesor hasta 1998. Desde entonces ha sido profesor en la Universidad de Chicago.

## Contribuciones
Profesor Li es conocido por sus estudios en el reloj molecular y los patrones y consecuencias de la dulicación de genes.
En 2003, recibió en renombrado Premio Balzan por su contribución a la genética y biología evolutiva, y fue elegido miembro de la Academia Nacional de Ciencias de Estados Unidos, la cual puntualizó su rol "estableciendo los fundamentos teóricos para filogenótica molecular y genómica evolutiva". Profesor Li es el autor de los primeros libros de texto en evolución molecular, Molecular Evolution y Fundamentals of Molecular Evolution (co-authored with Dan Graur), y ha publicado más de 300 publicaciones de investigaciones originales en revistas científicas.

## Honores y reconocimientos
- Medalla Mendel 2009.[5]
- HUGO 2008. Premio Chen por Distinguido Logro Académico en Genética Humana e Investigación Genómica.[4]
- Premio de la Fundación Taiwanesa-Americana por Mejor Logro en Ciencia y Tecnología 2005.
- Medalla Horace Mann 2004.[9]
- Premio Balzan de Genética y Evolución 2003[3]
- Miembro de la Academia Nacional de Ciencias de Estados Unidos 2003 -[10]
- Presidente de la Sociedad de Biología Molecular y Evolución 2000.[11]
- Miembro de la Academia Estadounidense de las Artes y las Ciencias 1999 -.[12]
- Academician, Academia Sinica, Taiwán 1998-.[13]

## Publicaciones Selectas
- Chu, T. -C.; Lu, C. -H.; Liu, T.; Lee, G. C.; Li, W. -H.; Shih, A. C. -C. (2013). «Assembler for de novo assembly of large genomes». Proceedings of the National Academy of Sciences 110 (36): E3417. doi:10.1073/pnas.1314090110.
- Gu, Z.; Steinmetz, L. M.; Gu, X.; Scharfe, C.; Davis, R. W.; Li, W. H. (2003). «Role of duplicate genes in genetic robustness against null mutations». Nature 421 (6918): 63. doi:10.1038/nature01198.
- Makova, K. D.; Li, W. H. (2002). «Strong male-driven evolution of DNA sequences in humans and apes». Nature 416 (6881): 624. doi:10.1038/416624a.
- Li, W. H.; Gu, Z.; Wang, H.; Nekrutenko, A. (2001). «Evolutionary analyses of the human genome». Nature 409 (6822): 847. doi:10.1038/35057039.
- Tan, Y.; Li, W. H. (1999). Nature 402 (6757): 36. doi:10.1038/46947.
- Shyue, S.; Hewett-Emmett, D.; Sperling, H.; Hunt, D.; Bowmaker, J.; Mollon, J.; Li, W. (1995). «Adaptive evolution of color vision genes in higher primates». Science 269 (5228): 1265. doi:10.1126/science.7652574.
- Shimmin, L. C.; Chang, B. H. J.; Li, W. H. (1993). «Male-driven evolution of DNA sequences». Nature 362 (6422): 745. doi:10.1038/362745a0.
- Graur, D.; Hide, W. A.; Li, W. H. (1991). «Is the guinea-pig a rodent?». Nature 351 (6328): 649. doi:10.1038/351649a0.
- Graur, D. A. N.; Li, W. N. H. (1991). «Neutral mutation hypothesis test». Nature 354 (6349): 114. doi:10.1038/354114e0.
- Wolfe, K. H.; Sharp, P. M.; Li, W. H. (1989). «Mutation rates differ among regions of the mammalian genome». Nature 337 (6204): 283. doi:10.1038/337283a0.
- Gouy, M.; Li, W. H. (1989). «Phylogenetic analysis based on rRNA sequences supports the archaebacterial rather than the eocyte tree». Nature 339 (6220): 145. doi:10.1038/339145a0.
- Sharp, P.; Shields, D.; Wolfe, K.; Li, W. (1989). «Chromosomal location and evolutionary rate variation in enterobacterial genes». Science 246 (4931): 808. doi:10.1126/science.2683084.
- Sharp, P. M.; Li, W. N. H. (1988). «Understanding the origins of AIDS viruses». Nature 336 (6197): 315. doi:10.1038/336315a0.
- Li, W. H.; Tanimura, M. (1987). «The molecular clock runs more slowly in man than in apes and monkeys». Nature 326 (6108): 93. doi:10.1038/326093a0.
- Li, W. H.; Gojobori, T.; Nei, M. (1981). «Pseudogenes as a paradigm of neutral evolution». Nature 292 (5820): 237. doi:10.1038/292237a0.
- Nei, M.; Li, W. H. (1979). «Mathematical model for studying genetic variation in terms of restriction endonucleases». Proceedings of the National Academy of Sciences 76 (10): 5269. doi:10.1073/pnas.76.10.5269.

## Libros
- Wen-Hsiung Li (2006). Molecular Evolution. Sinauer. ISBN 0-87893-480-4.
- Dan Graur; Wen-Hsiung Li (2000). Fundamentals of Molecular Evolution: Second Edition.. Sinauer Associates, Inc.